# IPP Trophy 1998
L'IPP Trophy 1998 è stato un torneo di tennis facente parte della categoria ATP Challenger Series nell'ambito dell'ATP Challenger Series 1998. Il torneo si è giocato a Ginevra in Svizzera dal 24 al 30 agosto 1998 su campi in terra rossa.

## Vincitori

### Singolare
Juan Albert Viloca ha battuto in finale  Younes El Aynaoui con il punteggio di 6–3, 6–4

### Doppio
Rikard Bergh /  Jens Knippschild hanno battuto in finale  Michal Tabara /  Radomír Vašek con il punteggio di 6–2, 3–6, 6–4